# Каланхое бехарське
Каланхое бехарське (Kalanchoe beharensis Drake) — вид багаторічних сукулентних рослин роду каланхое, родини товстолистих.

## Етимологія

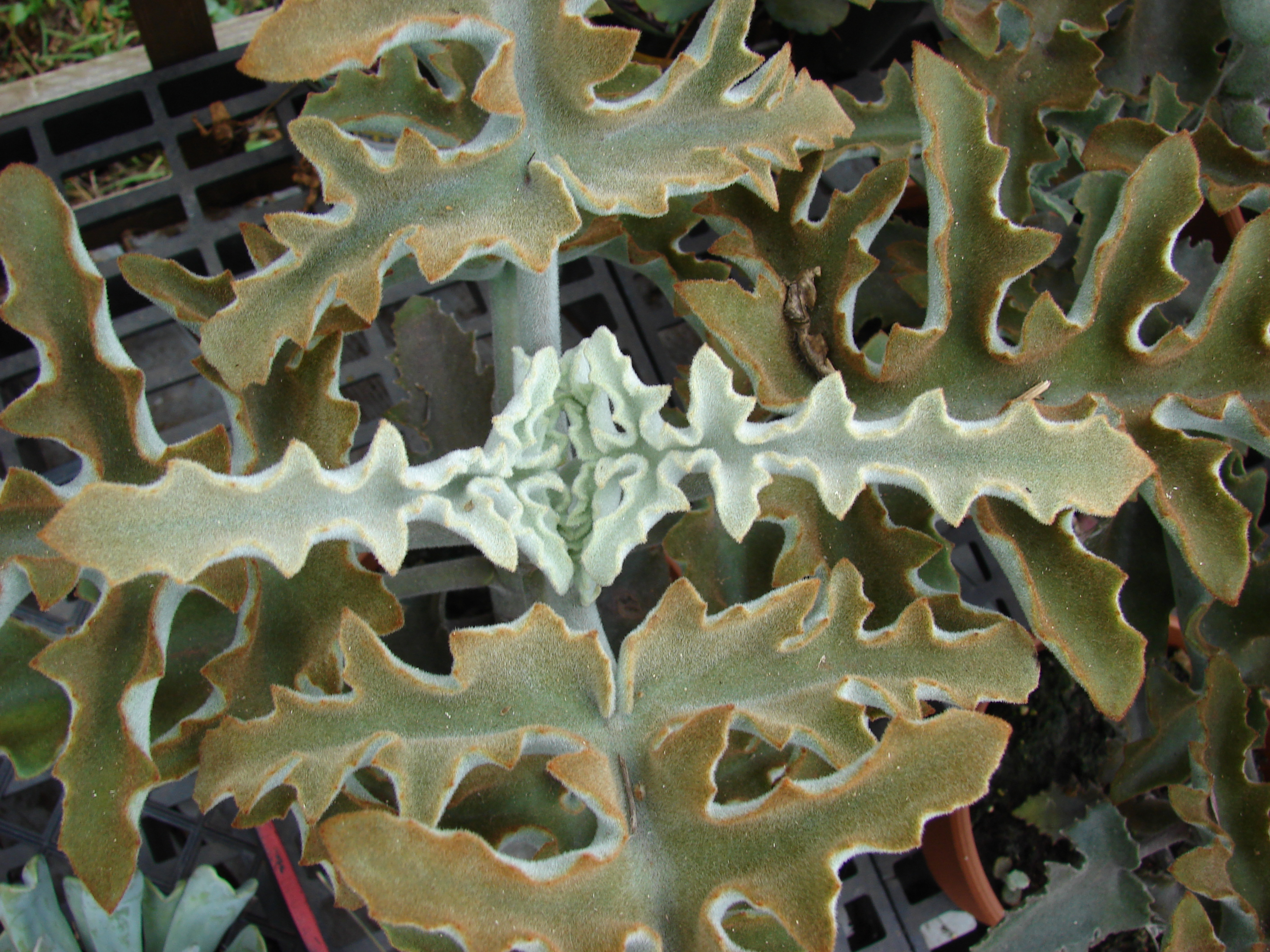
Листя Каланхое бехарського

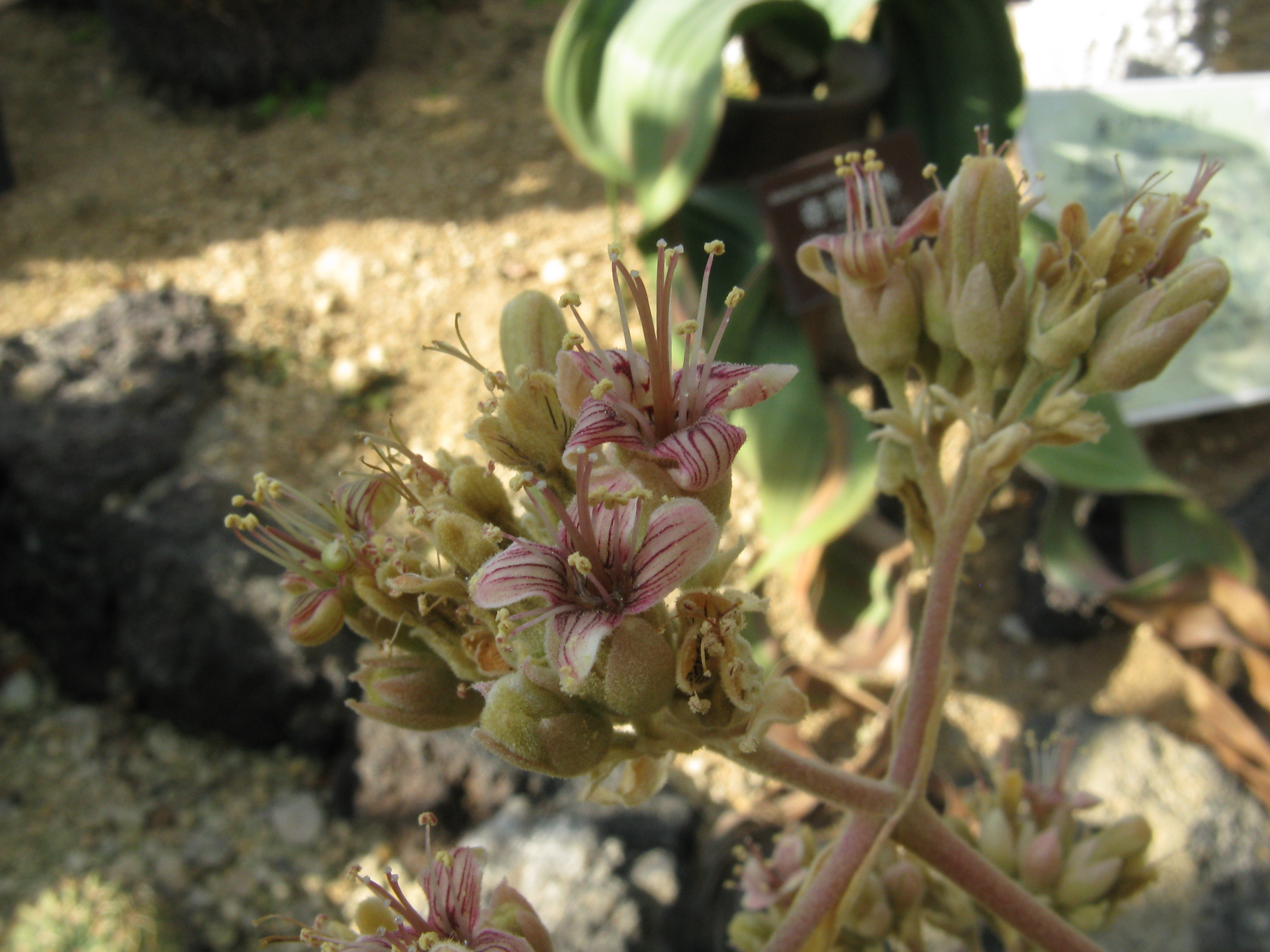
Квітки Каланхое бехарського

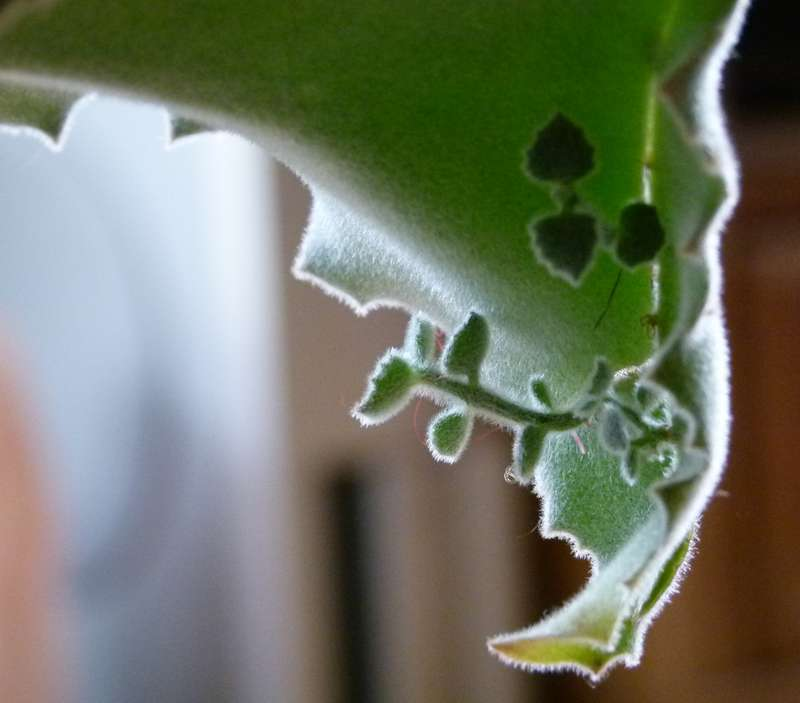
Вівіпарія на Каланхое бехарському

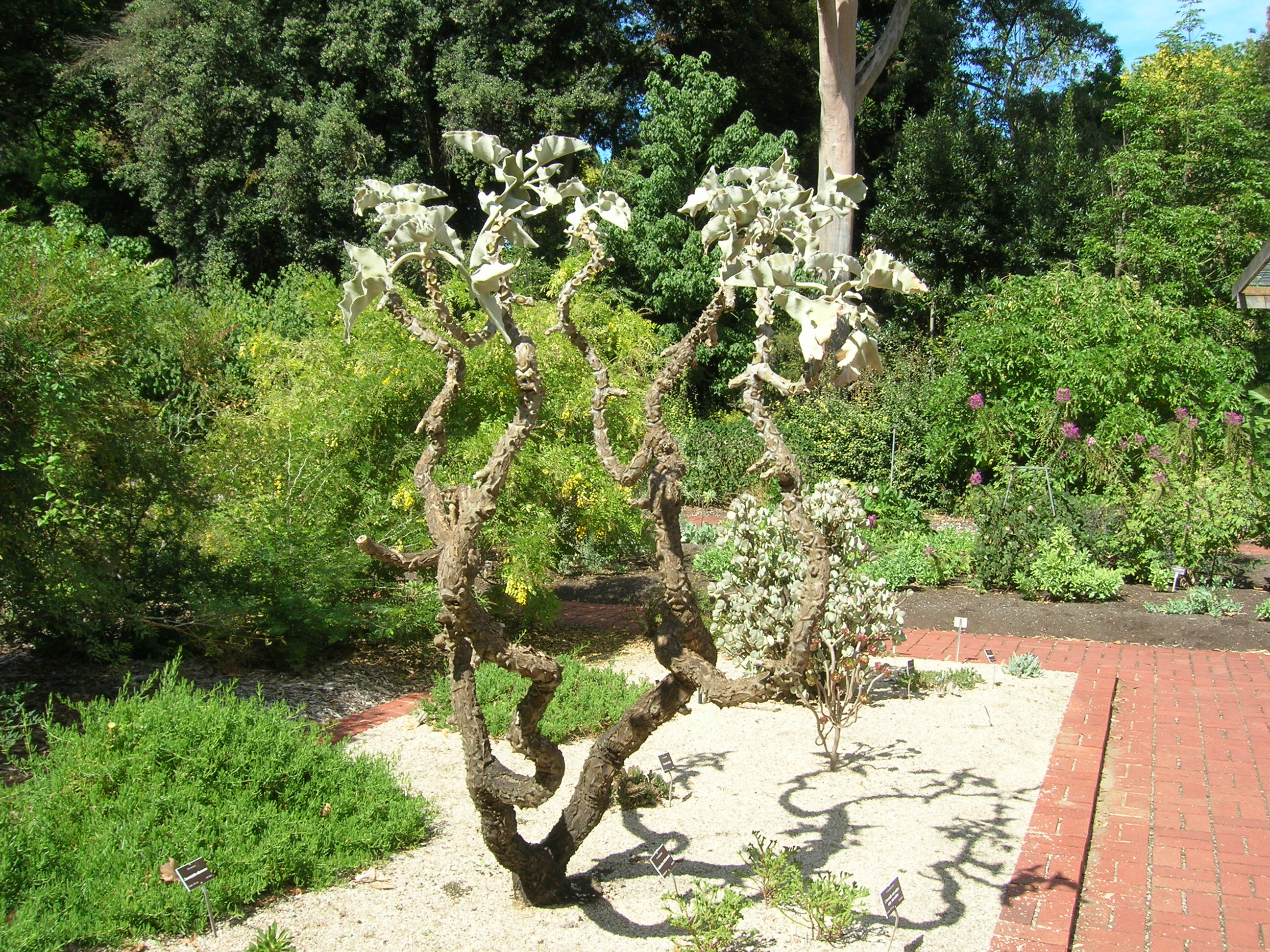
Каланхое бехарське в Ботанічному саду Аделаїди

Видова назва походить від назви села Бехар на Мадагаскарі, біля якого цей вид був знайдений.

## Загальна біоморфологічна характеристика
Напівкущевидна рослина з прямостоячими одиночними або слабо розгалуженими стеблами, заввишки до 3 м. Листя супротивні, черешкові з широкою округло-трикутною пластиною до 30 см завдовжки і до 15 см завширшки в основі. Мають хвилясто-зазубрені краї. Верхня сторона листка вогнута, покрита щільною рудуватою повстю. Нижня сторона опукла, має густе білувате запушення, таким самим запушенням цілком вкриті молоді листочки. Наприкінці зими у дорослих рослин на верхівці з'являються суцвіття до 60 см заввишки, з багатьма дрібними зеленувато-жовтими квітками, що мають фіолетові прожилки.

## Поширення
Батьківщина цієї рослини — південна частина острова Мадагаскар.

## Утримання в культурі
Невибаглива в культурі рослина, яку слід вирощувати в піщанистому, добре дренованому ґрунті при яскравому освітленні. У вегетаційний період рослини потребують помірного поливу, взимку — сухе утримання. Мінімальна температура 10 °C.
В культурі цвіте рідко. З віком втрачає листя і нижня частина рослини оголюється. Старі рослини періодично замінюють молодими паростками.
Розмножують стебловими живцями, які зазвичай укорінюють навесні або влітку у вологому субстраті.
Має низку сортів. Розповсюджений різновид aureo-aeneus з листям, що вкрите червонувато-коричневими волосками.